# Administration nationale de la technologie aérospatiale
L'Administration nationale de la technologie aérospatiale (en anglais : National Aerospace Technology Administration, NATA, en coréen : 국가항공우주기술총국), anciennement Administration nationale du développement aérospatial (NADA, en coréen : 국가우주개발국 ; hanja : 國家宇宙開發局) est l'agence spatiale officielle de la Corée du Nord, succédant au Comité coréen de la technologie spatiale (KCST). Elle a été fondée le 1er avril 2013.
La base actuelle des activités de la NATA est la Loi sur le développement spatial, adoptée lors de la 7e session de la 12e Assemblée populaire suprême en 2014. La loi énonce les principes nord-coréens de développement pacifique de l'espace, de conformité aux principes de l'idéologie Juche (idéologie nord-coréenne) et d'indépendance, ainsi que l'objectif de résoudre les problèmes scientifiques et technologiques de l'espace pour améliorer l'économie, la science et la technologie.
La loi réglemente également la position de la NATA et les principes de notification, de sécurité, de recherche et éventuellement de compensation en relation avec les lancements de satellites. La loi appelle à la coopération avec les organisations internationales et les autres pays, au principe d'égalité et de bénéfice mutuel, au respect du droit de l'espace international et des réglementations internationales. La loi s'oppose également à la militarisation de l'espace.